# State Street Corporation
State Street Corporation — американська фінансова холдингова компанія. Штаб-квартира знаходиться у Бостоні. Це другий найстаріший постійно діючий банк США: його попередник, Union Bank, був заснований у 1792 році. State Street займає 12 місце у списку найбільших банків США за активами.
Станом на 2019 займала 247 місце у рейтингу Fortune 500. Компанія входить до списку банків, які «занадто великі, щоб провалитися», який опубліковала Financial Stability Board.
Компанія названа на честь вулиці State Street в Бостоні, яка у ХІХ столітті була відома як «Great Street to the Sea» («Велика вулиця до моря»), оскільки Бостон став процвітаючою морською столицею.